# Charles Merivale
Charles Merivale, född den 8 mars 1808, död den 27 december 1893, var en engelsk präst och historiker, son till John Herman Merivale, bror till Herman Merivale, farbror till Herman Charles Merivale.
Merivale blev 1833 fellow vid Saint John’s College i Cambridge, där han var nära vän med Tennyson, prästvigdes samma år och blev 1863 kaplan hos underhusets talman och 1869 domprost i Ely stift. Mest bekant är han genom sitt historieverk A History of the Romans under the Empire (7 band, 1850–62), som emellertid har större stilistiska än vetenskapliga förtjänster. Hans självbiografi, Autobiography of dean Merivale, utgavs av dottern Judith A. Merivale (1899).